# Bo Brasseur
Bo Brasseur (14 mei 1998) is een Belgische atlete, die gespecialiseerd is in het verspringen. Ze werd tweemaal Belgisch kampioene.

## Loopbaan
In 2020 werd Brasseur voor het eerst Belgisch kampioene verspringen.
Club
Brasseur is aangesloten bij Daring Club Leuven Atletiek. Ze studeert aan de Western Illinois University.

## Belgische kampioenschappen
Outdoor
| Onderdeel   | Jaar       |
| ----------- | ---------- |
| verspringen | 2020, 2021 |

## Persoonlijke records
Outdoor
| Onderdeel   | Prestatie | Wind     | Datum         | Plaats |
| ----------- | --------- | -------- | ------------- | ------ |
| verspringen | 6,23 m    | +2.0 m/s | 15 april 2022 | Azusa  |

Indoor
| Onderdeel   | Prestatie | Datum            | Plaats    |
| ----------- | --------- | ---------------- | --------- |
| verspringen | 6,14 m    | 11 februari 2022 | Allendale |

## Palmares
verspringen
- 2016:  BK AC – 5,99 m
- 2020:  BK AC – 5,98 m
- 2021:  BK AC – 6,04 m
- 2022:  BK AC – 6,11 m